# Cemitério de Benfica

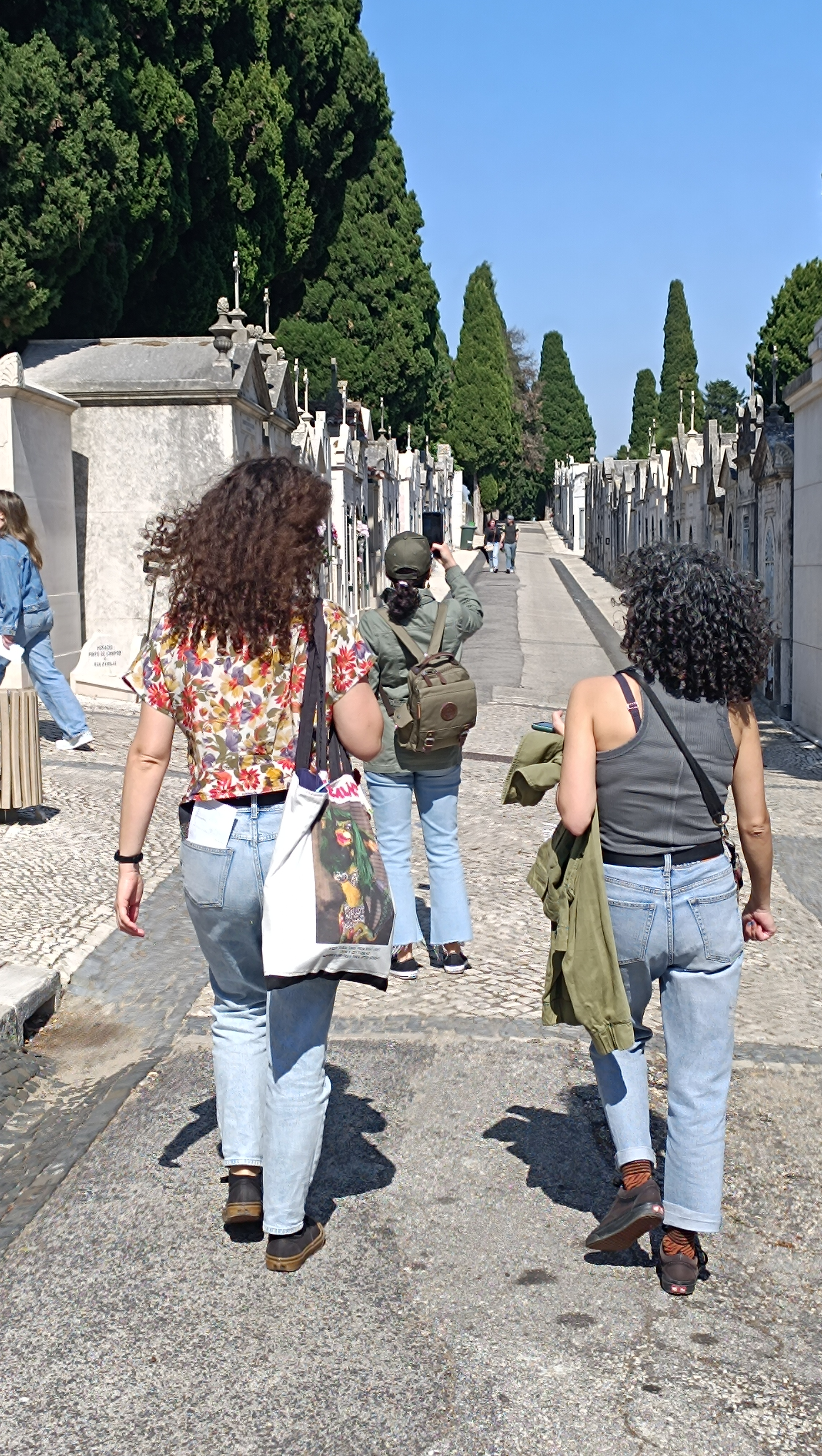
Imagem de pessoas em uma das ruas do cemitério.

O Cemitério de Benfica é o 4º Cemitério Municipal de Lisboa, localizado na freguesia de Benfica.

## História
Construído em 1869, por iniciativa do Município de Lisboa, o Cemitério de Benfica, acolheu as ossadas provenientes dos cemitérios das paróquias de Benfica e de Carnide. É um dos principais cemitérios públicos que servem a cidade de Lisboa, sendo circunscrito a várias freguesias.
Até à construção do cemitério da Amadora, os seus residentes eram também aqui inumados. Além das numerosas sepulturas temporárias dispõe também de sepulturas perpétuas, jazigos particulares e municipais, além de ossários, destacando-se o jazigo criado pelo arquiteto Raul Rodrigues Lima e pelo escultor Leopoldo de Almeida onde repousa Francisco dos Santos, também escultor e autor do jazigo de Sousa Viterbo no Cemitério dos Prazeres.
De realçar, ainda os túmulos: dos poetas Alexandre O’Neill, Delfim Guimarães, da escritora e jornalista Maria Lamas, do maratonista Francisco Lázaro, do hoquista António Livramento e o Memorial a Fernando Vaz, jogador e treinador de futebol, assim como o jazigo do Padre Cruz, alvo de romarias diárias.

## Personalidades sepultadas no Cemitério de Benfica
- Adelina da Glória Berger (1865-1922), ativista;[2]
- Alexandre O’Neill (1924-1986), poeta;[1]
- Alfredo de Morais (1871-1971), aguarelista;
- Álvaro Ribeiro (1905-1981), filósofo, escritor e crítico português;
- Alves da Costa (1896-1971), ator e encenador;[3]
- Aniceto dos Reis Gonçalves Viana (1840-1914), filólogo, linguista e lexicógrafo;[4]
- António Livramento (1943-1999), hoquista;[1]
- Artur Agostinho (1920-2011), ator, jornalista, radialista e escritor;[5]
- Clarisse Belo (1920-2013), atriz;
- Delfim Guimarães (1872-1933), poeta, ensaísta, bibliófilo e tradutor;[1]
- Real Bordalo (1925-2017), artista plástico;
- Artur Manuel Soares Correia (1950-2016), futebolista;
- Família Sanches de Baena
- Fernando Augusto Santos e Castro (1922-1983), engenheiro agrónomo, administrador colonial e político português;
- Fernando Cabrita (1923-2014), futebolista e treinador;
- Flora Pereira (1929-2008), fadista;[6]
- Francine Benoît (1984-1990), compositora, professora, crítica musical e ensaísta;
- Francisco de Oliveira Dias (1930-2019), médico e político;[7]
- Francisco dos Santos (1878-1930), escultor e pintor;[1]
- Francisco Lázaro (1891-1912), atleta;[1]
- Francisco Rodrigues da Cruz (1859-1948), sacerdote católico;[1]
- Joaquim José Machado (1847-1925), engenheiro, militar e político;[8]
- Joaquim Luís Gomes (1914-2009), maestro;[9]
- José Águas (1930-2000), futebolista;
- José Carvalho (1953-1989), ativista e político;[10]
- José Dias Coelho (1923-1961), artista, ativista e político;[11]
- José Viana Baptista (1931-2004), engenheiro, político e gestor;[12]
- Leão Penedo (1916-1976), escritor neo-realista e argumentista de cinema;
- Leonor de Almeida (1909-1983), poetisa;
- Luís Maria Lopes da Fonseca (1883-1974), político, ministro e Presidente de Ministério interino;[13]
- Maria do Carmo (1884-1964), fadista;[14]
- Maria Isabel Aboim Inglês (1902-1963), ativista e professora;[15]
- Maria Lamas (1893-1983), escritora, tradutora, jornalista e ativista;[1]
- Mário Castrim (1920-2002), jornalista, poeta, escritor, crítico e professor;[16]
- Pedro Cid (1925-1983), arquiteto;
- Rui Mário Gonçalves (1934-2014), professor, crítico e historiador;[17]
- Teresa de Saldanha (1837-1916), religiosa dominicana e pintora;[18]
- Valentim de Barros (bailarino) (1916-1986)
- Virgínia Quaresma (1882-1973), jornalista e ativista;[19]